# Nathaniel Clements
Nathaniel Clements (1705 - mai 1777) est un homme politique irlandais et une personnalité de l'administration politique et financière de l'Irlande au milieu du XVIIIe siècle.

## Biographie
Il est le cinquième fils de Robert Clements (1664-1722). Il épouse Hannah Gore, fille de William Gore, doyen de Down, le 31 janvier 1730.

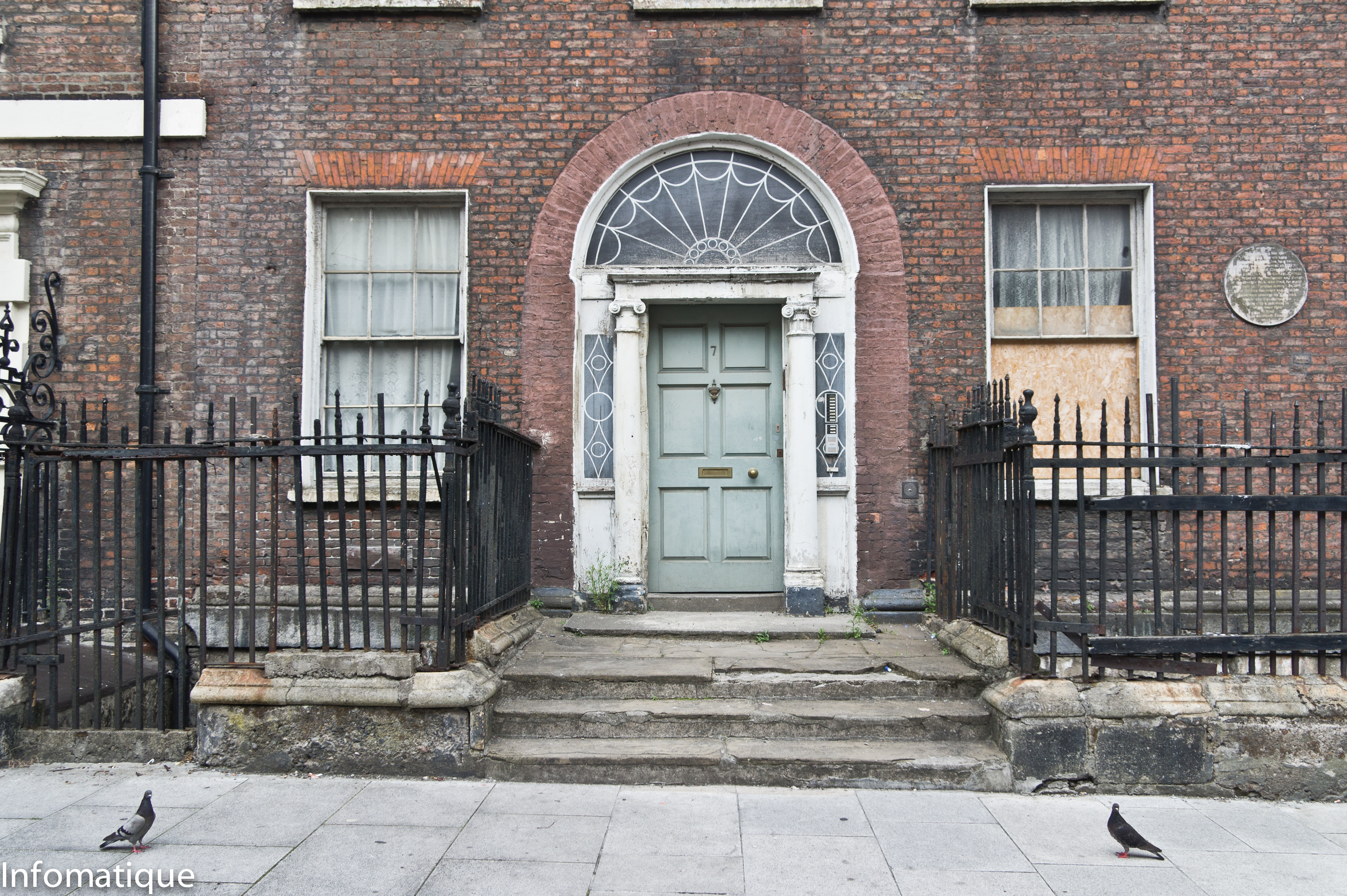
Entrée de la maison de Clements où il vécut de nombreuses années dans le "luxe parisien", 7 Henrietta Street, Dublin

Il est député de Duleek en 1727 sous les auspices de Luke Gardiner, une figure politique et commerciale puissante à Dublin. Il débute comme assistant au Trésor irlandais en 1720 et y occupe de nombreux postes. Il devient le principal responsable financier des gouvernements britannique et irlandais en Irlande au cours de cette période et est de facto ministre des Finances de 1740 à 1777. Il occupe les fonctions de vice-trésorier adjoint et de Paymaster General au moment de la retraite de Gardiner en 1755. En 1761, il est élu dans l'arrondissement de Cavan, et occupe ce siège jusqu'en 1768. Cette année-là, il est élu dans l'arrondissement de Roscommon ainsi qu'à Leitrim et choisit de siéger à ce dernier siège. En 1776, il se présente à nouveau pour Cavan Borough ainsi que Carrick et représente cette dernière circonscription jusqu'à sa mort en 1777.
Il est nommé au poste de garde en chef du Phoenix Park et construit la loge du garde-forestier (maintenant Áras an Uachtaráin en 1751) . Il possède un vaste ensemble de propriétés, dont Abbotstown, comté de Dublin, et des domaines dans le Comté de Leitrim et le Comté de Cavan. il participe au développement du Dublin géorgien, dont une partie de Henrietta street où il habite au n°7 de 1734 à 1757. Il est l'un des plus riches roturiers en Irlande, en dépit de son implication dans un crack bancaire en 1759.
Il est impliqué dans de nombreuses activités caritatives, notamment le Dr Steevens 'Hospital, la Fondation Erasmus Smith pour l'éducation, le Royal Hospital de Kilmainham pour les soldats à la retraite.

## Famille
Nathaniel Clements et Hannah Gore ont six enfants: 
1. Robert Clements (1732–1804), créé comte de Leitrim en 1795, élu représentant par les pairs en 1800
2. Henry Theophilus Clements, député
3. Elizabeth, épouse en 1750, Francis Conyngham (2e baron Conyngham)
4. Hannah, épouse en 1752, George Leslie Montgomery (en), Ballyconnell, député
5. Catherine, épouse Eyre Massey (1er baron Clarina) (en)
6. Alice, épouse en 1773, le général sir Ralph Gore, sixième baronnet, créée comte de Ross.